# Seligenstädter Dreieck
De Seligenstädter Dreieck is een knooppunt in de Duitse deelstaten Beieren en Hessen.
Bij dit knooppunt sluit de A45 vanuit Dortmund aan op de A3 Nederlandse grens ten noordwesten van Elten-Oostenrijkse grens ten zuiden van Passau.

## Geografie
Het knooppunt ligt ten zuidoosten van Seligenstadt; op de grens tussen de deelstaten beieren en Hessen, in de gemeenten Mainhausen in Hessen en Stockstadt am Main in Beieren.
Nabijgelegen steden en dorpen zijn Babenhausen, Seligenstadt, Mainaschaff en Kleinostheim.
Het knooppunt ligt ongeveer 25 km ten zuidoosten van Frankfurt am Main en ongeveer 70 km ten noordwesten van Würzburg.
Enige jaren geleden zijn de, in het landschap nog zichtbare, klaverbladlussen afgebroken.

## Configuratie
Rijstrook
Nabij het knooppunt heeft de A3 2x3 rijstroken en de A45 hef 2x2 rijstroken.
Alle verbindingswegen hebben één rijstrook.
Knooppunt
Het is een omgekeerd trompetknooppunt.

## Bijzonderheden
Bij het Seligenstädter Dreieck grenzen behalve de deelstaten Beieren en Hessen,ook drie landkreisen aan elkaar, het Darmstadt-Dieburg, het Offenbach en het Aschaffenburg.

## Verkeersintensiteiten
Dagelijks passeren ongeveer 80.000 voertuigen het knooppunt.
| Van                    | Naar                   | Gemiddeld aantal voertuigen per dag |
| ---------------------- | ---------------------- | ----------------------------------- |
| AS Seligenstadt (A 3)  | Seligenstädter Dreieck | 72.800                              |
| Seligenstädter Dreieck | AS Stockstadt (A 3)    | 89.200                              |
| AS Mainhausen (A 45)   | Seligenstädter Dreieck | 22.300                              |

## Richtingen knooppunt
| Aansluitende wegen                            | Aansluitende wegen | Aansluitende wegen | Aansluitende wegen | Aansluitende wegen                                     |
| --------------------------------------------- | ------------------ | ------------------ | ------------------ | ------------------------------------------------------ |
| richting Frankfurt am Main Wiesbaden / Keulen |                    |                    |                    | richting Hanau / Gießen Kassel / Dortmund              |
|                                               |                    |                    |                    |                                                        |
|                                               |                    |                    |                    |                                                        |
|                                               |                    |                    |                    |                                                        |
|                                               |                    |                    |                    | richting Aschaffenburg / Würzburg Neurenberg / München |